# Kostel svatého Václava (Předslavice)
Kostel svatého Václava, také kostel Nejsvětější Trojice a svatého Václava, v Předslavicích, je farní kostel římskokatolické farnosti Předslavice a kulturní památka České republiky. Součástí této kulturní památky je přilehlý hřbitov obehnaný ohradní zdí.

## Historie
Původní kostel byl postaven v 1. polovině 13. století, a to v románském slohu. V 1. polovině 14. století byl přestavěn v gotickém slohu. Presbytář pochází z konce 14. století. V letech 1655 až 1660 byla barokně upravena kostelní loď. V roce 1839 byly vyzděny horní patra věže – do roku 1839 byly dřevěné.

## Popis
Kostel má jednu (obdélníkovou) loď s rozměry 9,63 m × 12, 96 m. V severozápadním koutu lodě stojí hranolová věž. V presbytáři a v přízemí věže je křížová klenba. Na severní stěně presbytáře (kněžiště) je gotický sanktuář a kamenný portálek vchodu do sakristie. Dveře do sakristie jsou malované (1664). K západní stěně lodě přiléhá podklenutá (jeden oblouk) románská tribuna.

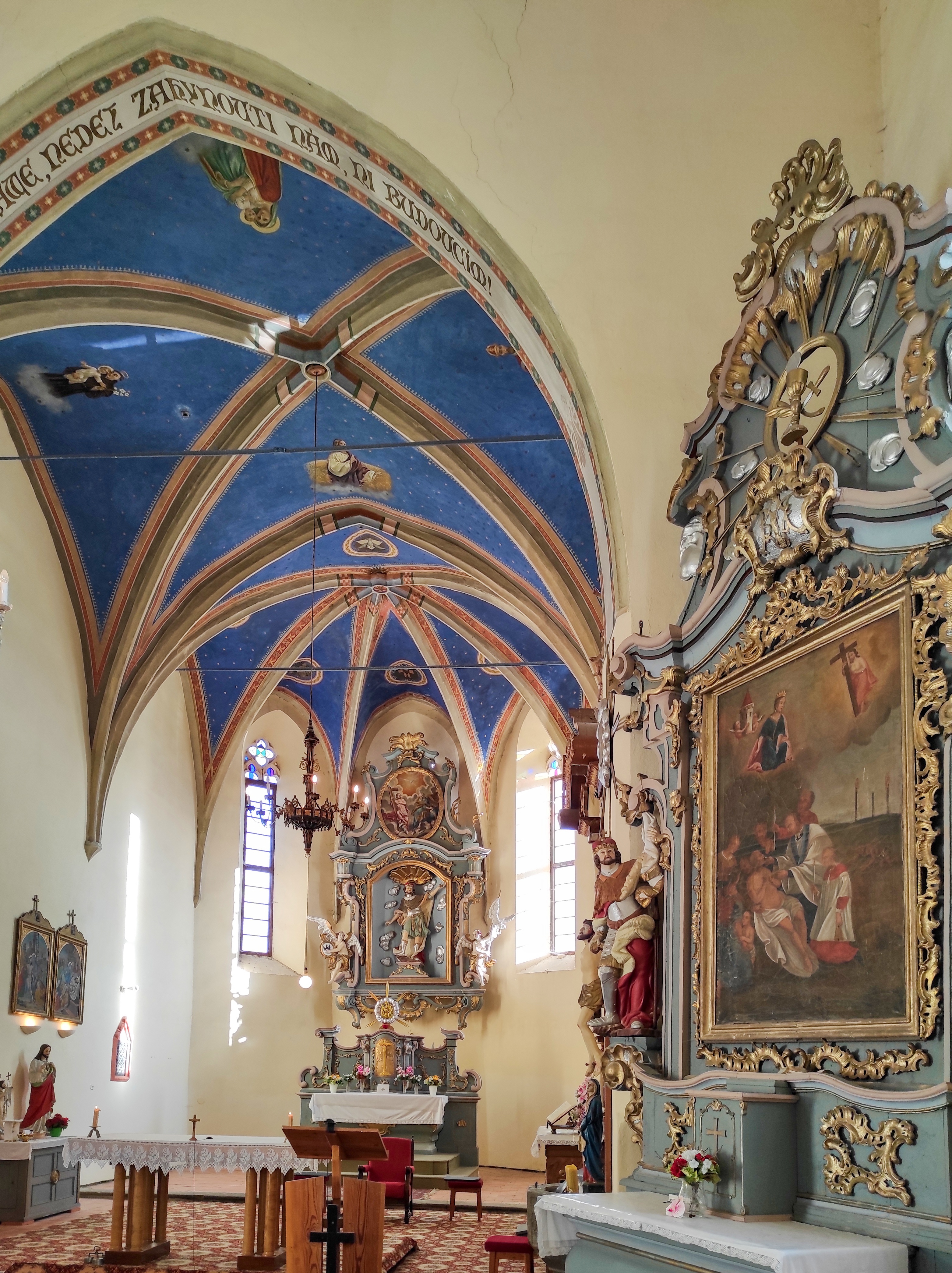
Interiér kostela

V kostele je hlavní oltář se sochami Nejsvětější Trojice a svatého Václava, boční oltáře (Panny Marie Svatohorské a svaté Barbory). V kněžišti je též boční oltář zasvěcený Panně Marii, který pochází ze zatopeného kostela svatého Linharta v Dolní Vltavici.
Vnitřní zařízení pochází z poloviny 18. století. Kazatelna je empírová. Gotická kamenná křtitelnice pochází z 15. století.